# From TV Animation Slam Dunk: Kyōgō Makkō Taiketsu!
From TV Animation Slam Dunk: Kyōgō Makkō Taiketsu! (テレビアニメ スラムダンク 強豪 真っ向対決!, en japonais) est un jeu vidéo de basket-ball sorti en 1995 sur Mega Drive. Le jeu, développé et édité par Bandai, s'inspire du manga Slam Dunk.